# وحشية

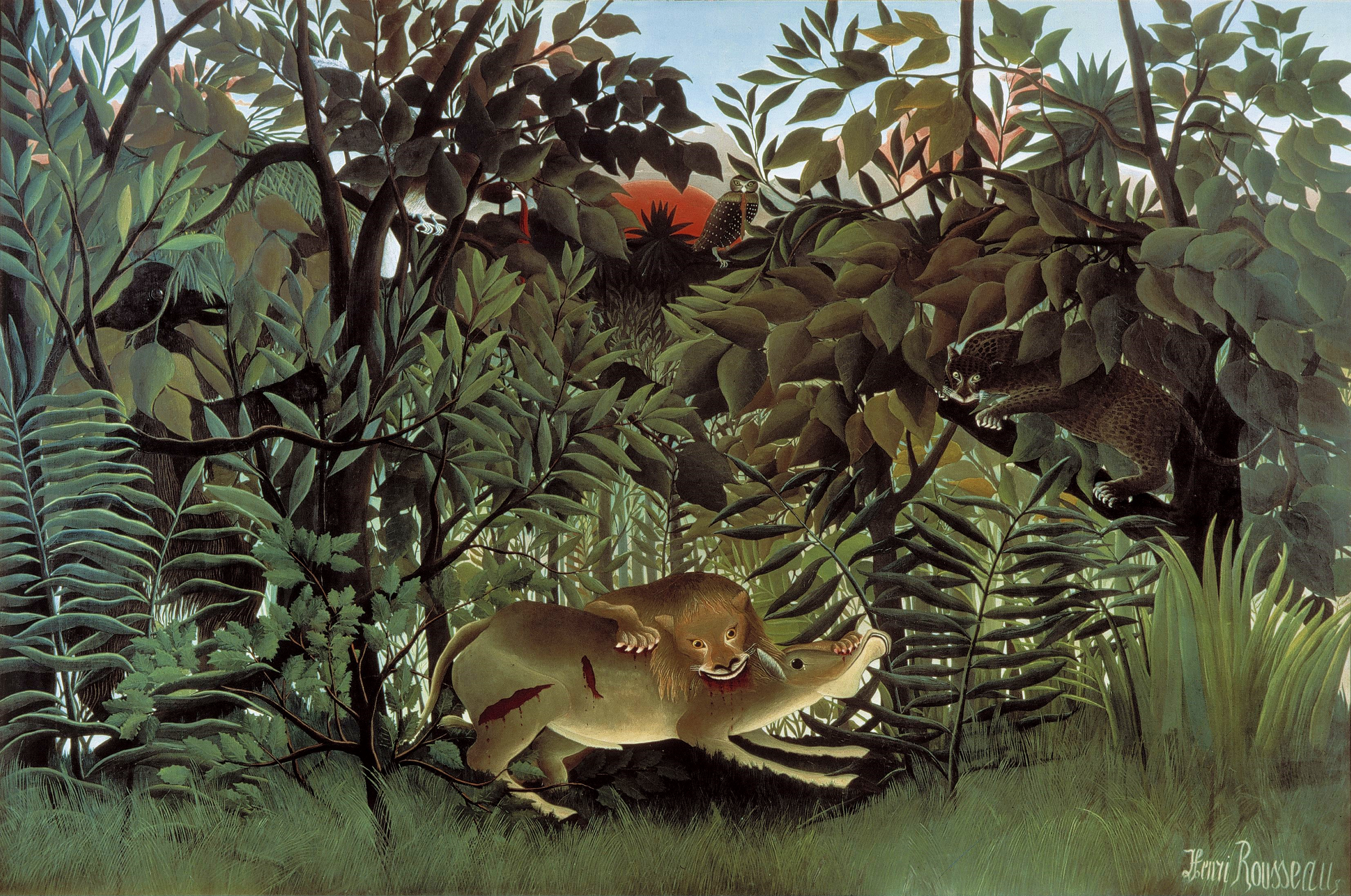
فن حوشي

المدرسة الوحشية أو الوحشية أو الفوفية (بالإنجليزية: fauvism)‏ وهي مشتقة من الكلمة الفرنسيّة التي تعني الوحش المفترس (بالفرنسية: les Fauves)‏. وهي حركة تميزت باستخدام ألوان غريبة صارخة وتحريف الأشكال بتغيير حجومها ونسبها وألوانها التقليدية. وقد أطلق الناقد لويس فوكسيل هذا الاسم على أصحاب هذه الحركة للإشارة إلى التناقض بين ضراوة ألوانهم والأساليب الشائعة. وقد ظهرت في فرنسا في مستهل القرن العشرين. ومن أبرز أعلامها ماتيس وفلامنك.
تميزت الوحشية بـ الألوان المتألقة؛ وبـ البساطة والتزيينية وتوضح لوحة «الرقصة» [1910] للفنان الفرنسى «ماتيس» [1869-1954] كيف استخلص الفنان فيها القيم الزخرفية ومساحات الألوان المشرقة والصافية، في علاقات متآلفة. وقد أراد «ماتيس» أن يعبر عن عالمه الخاص وعن أحاسيسه التي أيقظتها الألوان من الأحمر والأخضر والبرتقالى -الأزرق، في حالة من النقاء والاختزال، حافظ فيها على القيم التزيينية من خلال نمط فراغى ؛بل حافظ على الترتيب الكلى للصورة. والصورة التي تشتمل على خمسة أشخاص يرقصون متشابكى الأيدى، ويشكلون دائرة-متراخية؛ ذات خطوط إيقاعية-مستمرة دون انكسار. تمثل أقصى درجة من التأثير اللونى بالبهجة والصفاء. بل إنها تمثل معادلاً بصرياً مدهشاً لمعنى حب الحياة المفعمة بالتناغم وبالأحاسيس المشرقة الخالية من التوتر القلق.

## الأصول
كان غوستاف مورو المعلم الملهم للحركة، وهو بروفسور مثير للجدل في مدرسة الفنون الجميلة في باريس ورسام رمزي، درس كلًا من ماتيس وماركيه ومانغوين ورووه وكاموين خلال التسعينيات من القرن التاسع عشر، ونظر إليه النقاد على أنه القائد الفلسفي للمجموعة حتى الاعتراف بماتيس على هذا النحو في عام 1904. كان اتساع ذهن مورو وأصالته وتأكيده على القوة التعبيرية للون النقي امرًا ملهمًا لطلابه. قال ماتيس عنه" «لم يضعنا على الطريق الصحيح، بل خارجه. لقد شوش تهاوننا. انتهى مصدر التعاطف هذا مع وفاة مورو في عام 1898، لكن الفنانين اكتشفوا محفزات أخرى لتطورهم.
في عام 1896، زار ماتيس ثم طالب فنون غير معروف، الفنان راسل على جزيرة بيل إيل قبالة ساحل بروتاني. كان راسل رسامًا انطباعيًا، ولم يسبق لماتيس أن شاهد عملًا انطباعيًا من قبل بشكل مباشر، فصدم بالأسلوب الذي تركه بعد عشرة أيام قائلًا: «لم أستطع احتماله أكثر من ذلك». في العام التالي، عاد إلى راسل باعتباره تلميذًا لديه وتخلى عن مجموعته من الألوان الأرضية لصالح ألوان انطباعية مشرقة، وقد ذكر في وقت لاحق: «راسل كان أستاذي، وقد أوضح لي نظرية اللون». كان راسل صديقًا مقربًا لفينسنت فان غوخ وقد أهدى ماتيس رسمًا لفان غوخ.
في عام 1901، صادف موريس دي فلامينك أعمال فان غوخ لأول مرة في أحد المعارض، وأعلن بعد فترة وجيزة أنه يحب فان غوخ أكثر من والده، بدأ العمل عن طريق عصر اللون على القماش مباشرة من ماسورة اللون. بالتوازي مع اكتشاف الفنانين للفن المعاصر، جاء التقدير للفن الفرنسي ما قبل عصر النهضة، والذي عرض في معرض عام 1904، البدائيون الفرنسيون. هناك تأثير جمالي آخر هو النحت الإفريقي، الذي كان كل من فلامينك وديرين وماتيس جامعين له في وقت مبكر.
تماسكت العديد من خصائص الحوشية في لوحة ماتيس الرفاهية والهدوء والمتعة، التي رسمها في صيف عام 1904، بينما كان في سان تروبيز مع بول سيناك وهنري إدموند كروس.